# Cryphia tephrocharis
Cryphia tephrocharis är en fjärilsart som beskrevs av Charles Boursin 1954. Cryphia tephrocharis ingår i släktet Cryphia och familjen nattflyn. Inga underarter finns listade i Catalogue of Life.